# ファンタシースターオンライン2 ニュージェネシス
『ファンタシースターオンライン2 ニュージェネシス』（ファンタシースターオンラインツーニュージェネシス、PHANTASY STAR ONLINE 2 NEW GENESIS）は、セガが開発・運営するオンラインゲーム。『PSO2NGS』『NGS』と略される。2021年6月10日に正式サービスが開始された。

## 概要
2020年7月24日、Xbox Games Showcaseにて、セガはファンタシースターオンライン2（PSO2）の次回作を発表して同日、33カ国対応のグローバル版もXboxポータル限定で同時リリースするとの告知が行われ、後日にXbox・Microsoftストア・Steam・Epic Gamesストア版も追加された。
同日に公開されたフォローアップPVにおいて、以下の点をPRしている。
- グラフィックエンジンの更新により、PSO2のPC版設定6よりさらにハイクオリティなグラフィック。
- キャラクタークリエイトの改善。それまでのPSO2では不可能だった指ボーンの導入や肌ツヤなどの設定も新ボディでは全機能を適用可能（PSO2のボディやパーツでは指ボーンや髪の長さ調整など一部のアプデ機能は非対応）
- マップのオープンフィールド化。
- PSO2にて作成済のキャラクターをPSO2:NGSに移行することが可能。衣装やアクセサリーも移行される（PSO2:NGSで作成したキャラクターをPSO2に移行することも可能。NGS専用頭部とPSO2ボディを組み合わせることや、その逆も可能。）
- プレイ課金システムは、基本無料など従来のPSO2と変更は無く、プレイヤーは任意のタイミングでPSO2と切り替えてどちらでも遊ぶ事が出来る。
- ゲーム内通貨であるメセタは移行不可で、N-メセタとして独立。
- 新作ではなく、あくまでPSO2の大型アップデート。

PS4版、Switch（クラウド）版、PC（ダウンロードとクラウド）版、Xbox・Microsoftストア・Steam・Epic Gamesストア版においてタイトルが「ファンタシースターオンライン2」から「ファンタシースターオンライン2 ニュージェネシス」に更新されることに伴い、PS4版「PSO2」のアプリケーションデータは追加ダウンロードコンテンツとして公開されるため、既存プレイヤーを含め、PS4版で「PSO2」をプレイするためにはこれを追加インストールする必要がある。

## 沿革
詳細なアップデート情報については公式のアップデート情報を参照。

### βテスト
- 2020年12月15日〜2021年1月4日 - 第1回クローズドβテストのテストユーザー募集。
- 2020年1月28日〜2021年1月31日 - 第1回クローズドβテスト実施。
- 2021年2月2日〜2021年3月1日 - 第2回クローズドβテストのテストユーザー募集。
- 2021年3月19日〜2021年3月21日 - 第2回クローズドβテスト実施。

### Ver.1
- 2021年6月10日 - 日本版およびグローバル版正式サービス開始。エアリオリージョン実装。クラスレベル20解放。
- 2021年6月23日 -【アップデート】ギガンティクスエネミーほか実装。
- 2021年8月4日 -  【アップデート】新クラス「ブレイバー」実装。
- 2021年8月18日 -【アップデート】資源採掘リグ防衛戦、新ボス：デストラグラスほか実装。
- 2021年10月13日 -【アップデート】新クラス「バウンサー」、資源採掘リグ防衛戦Wave8版、ほか実装。Windows11正式サポート開始[注 8]
- 2021年12月15日 -【アップデート】リテムリージョン実装。ストーリー第2章公開。クラスレベル35解放、新緊急クエスト実装。
- 2022年2月9日 -【アップデート】高難度緊急クエストの実装。クラスレベル40解放。
- 2022年4月20日 -【アップデート】高難度コンテンツ「ジオメトリックラビリンス」実装。
- 2022年5月25日 -【アップデート】資源採掘リグ防衛戦リテム実装。
- 2022年6月8日 -【アップデート】クヴァリスリージョン実装。ストーリー第3章公開。クラスレベル60解放、新緊急クエスト実装。
- 2022年8月3日 -【アップデート】新クラス「ウェイカー」、サイドストーリー実装、アドオンスキル機能追加。
- 2022年9月14日 -【アップデート】キャノンボールストライク実装。
- 2022年10月5日 -【アップデート】クラスレベル65解放。
- 2022年12月7日 -【アップデート】スティアリージョン実装。ストーリー第4章公開。クラスレベル70解放、新緊急クエスト実装。
- 2023年1月25日 -【アップデート】戦闘セクション「ノイゼンプラント」実装。
- 2023年2月1日 - 【アップデート】緊急クエスト「ハルフィリア湖の戦い」実装。
- 2023年4月5日 - 【アップデート】ストーリー第5章公開。
- 2023年4月12日 -【アップデート】新クラス「スレイヤー」実装。

### Ver.2
- 2023年6月7日 -【アップデート】新コンテンツ「クリエイティブスペース」実装。ストーリー6章1節公開。新コンテンツ「ポータブルホログラム」実装。「トゥーン表示」追加。
- 2023年6月14日 -【アップデート】クラスレベル75解放。
- 2023年7月5日 - 【アップデート】緊急クエスト「野望の残滓」実装。
- 2023年8月2日 - 【アップデート】ルシエル実装。ルシエル探索追加。ストーリー6章2節公開。
- 2023年10月11日 - 【アップデート】ストーリー6章3節公開。クラスレベル80解放。
- 2023年11月15日 - 【アップデート】緊急クエスト「星滅の予兆」実装。
- 2023年12月6日 - 【アップデート】ストーリー6章4節公開。「テックアーツカスタマイズ」実装。
- 2024年1月31日 - 【アップデート】ストーリー6章終節公開。クラスレベル85解放。
- 2024年5月22日 - 【アップデート】 緊急クエスト「星砕の猛進」実装。
- 2024年6月5日 - 【アップデート】ネームレスシティ実装。ネームレスシティ探索追加。ストーリー7章公開。クラスレベル90解放。
- 2024年7月10日 - 【アップデート】新コンテンツ「ラインストライク」実装。
- 2024年7月31日 - 【アップデート】アクションシステム「M.A.R.S.」実装。
- 2024年10月2日 - 【アップデート】クラスレベル95解放。
- 2025年2月5日 - 【アップデート】緊急クエスト「星蝕の奔流」実装。クラスレベル100解放。
- 2025年4月2日 - 【アップデート】ルシエル探索アップデート。
- 2025年6月4日 - 【アップデート】ストーリーショートエピソード追加。クラスレベル105解放。
- 2025年6月11日 - 【アップデート】高難度クエスト「星蝕の狂流」実装。
- 2025年7月2日 - 【アップデート】オルタレルム探索実装。
- 2025年8月6日 - 【アップデート】ストーリーショートエピソード追加。

## 世界観
ファンタシースターオンライン2の舞台から1000年後、惑星ハルファの世界へ降下ポットで降り立った「星渡り」とよばれる人たちが、惑星ハルファの住民と共にドールズと戦いに身を投じている。

## キャラクタークリエイト
PSO2のキャラクタークリエイトと比較して以下の相違がある。
- 種族はPSO2同様4種族であるが、性別が男性風のタイプ1と女性風のタイプ2となり、服装装備の性別制限が撤廃されている。
- 目や鼻、腕や脚、体形など20箇所のパーツが調整可能。
- 肌の色や筋肉量に加えて肌の血色やツヤの調整も可能。
- 基本服装はアウター、ベース、インナーの個別3種とセット品の4種類。PSO2の装備も一部装着可能。
- アクセサリーの可変・冗長性の向上。PSO2のアクセサリーも装着可能。
- PSO2ではキャスト専用であったボディ、アーム、レッグの個別3種類はNGS装備に限りキャスト以外も装着可能。
- 待機、移動、ジャンプなどのモーションを変更可能。
- 2023年6月7日よりトゥーンレンダリングに対応。

### 『PSO2』とのデータ共有
PSO2とはゲームスタート後のメニュー画面で切り替えが可能であるが、NGS側と共有できるものとできないものがある。
キャラクターについては名称や種族、ファッション情報については共有可能であるが、武器や防具についてPSO2で装着したものはNGSでは使用できない。レベルや経験値、ゲーム内通貨であるメセタもPSO2とNGSでは別となっている。
所属チームやフレンド情報、コミュニケーションも共通化されており、同一サーバー内でPSO2とNGSで所属チームを個別にすることはできない。

### クラス
PSO2に続きプレイヤーキャラクターにレベルは設定されておらず、各クラス（職業）のレベルが強さの基準となっている。
クラスは以下の10種類ある。PSO2とは基本的には同じだが、以下の相違がある。
- PSO2同様サブクラスが設定されているが、スキルと装備条件のみでサブクラスのレベルは戦闘力に反映されない。
- 「ウェイカー」はPSO2の「サモナー」、「スレイヤー」はPSO2の「ラスター」の仕様変更・改名のうえ実装したもの。
- 「ヒーロー」「ファントム」「エトワール」は仕様変更を含め実装されていない。
- PSO2では全クラスで使用可能だったガンスラッシュはNGSではスレイヤーのみである。

| クラス名   | 装備可能な武器                         | 導入開始時期   | レベル上限 |
| ---------- | -------------------------------------- | -------------- | ---------- |
| ハンター   | ソード、ワイヤードランス、パルチザン   | 2021年6月10日  | 100        |
| レンジャー | アサルトライフル、ランチャー           | 2021年6月10日  | 100        |
| フォース   | ロッド、タリス                         | 2021年6月10日  | 100        |
| ファイター | ツインダガー、ダブルセイバー、ナックル | 2021年6月10日  | 100        |
| ガンナー   | アサルトライフル、ツインマシンガン     | 2021年6月10日  | 100        |
| テクター   | タリス、ウォンド                       | 2021年6月10日  | 100        |
| ブレイバー | カタナ、バレットボウ                   | 2021年8月4日   | 100        |
| バウンサー | デュアルブレード、ジェットブーツ       | 2021年10月13日 | 100        |
| ウェイカー | タクト                                 | 2022年8月3日   | 100        |
| スレイヤー | ガンスラッシュ                         | 2023年4月12日  | 100        |

（上記リンクではウェイカーとスレイヤーの記述はないが、公式のアップデート情報で記載がある。）

## フィールド
PSO2がシップのカウンターからクエストを受注するランダムフィールドシステムに対し、本作は拠点から外に出ると戦闘エリアになるオープンフィールドシステムとなっている。
各フィールドは通常モードのほか敵が一切沸かない撮影モードに切り替えることが可能である。

### リージョン
舞台となる惑星ハルファは大きく分けて4つのリージョンに分かれている。
エアリオ
水と緑の豊かな地方で、ハルファ最大都市であるセントラルシティを中心に平原、山地、湿地、洞窟といった様々な地形が連なっている。
リテム
エアリオの東に位置し、リテムシティを中心に広大な砂漠地帯となっている。
クヴァリス
エアリオの北に位置し、雪と氷に覆われたエリアとなっている。過酷な環境のためシティは形成されず、代わりに一時拠点となるキャンプがある。かつてはここが拠点であったが、数十年前にドールズの侵攻により壊滅的な打撃を受けて放棄された。
スティア
エアリオの北東に位置し、火の粉が飛ぶ火山地帯となっている。クヴァリス同様過酷な環境のためシティは形成されず、一時拠点となるキャンプがある。外縁部は比較的穏やかな一方で、火山地帯であるメディオラは触れるとダメージを受ける溶岩が流れている。

### フィールドの特徴
各リージョンのフィールドには以下のエリアや施設がある。
探索セクション
エネミー（敵）が少なめで、肉や魚、野菜、果物、鉱石などのギャザリング素材を安全に集めることができる。但しごく稀に強力なボスエネミーが出現することがある。
戦闘セクション
多数のエネミーが出現し、レベリングやエネミーが落とすアイテムを集めるためのエリア。近くで敵が湧いている場所にエネミーマーカーが表示される。
トレイニア
探索セクション上にある訓練施設。小規模のコクーンと大規模のタワーがある。トレイニアをクリアすると初回に限りスキルポイントを得ることができる。
バトルディア
探索セクション上にあるクエストポータル。フィールド上のエネミーを倒すと稀に得られるバトルトリガーを使用することでクエストが受注できる

### 受注型エリア
リージョン以外のクエスト受注型エリアとして惑星ハルファの上空にある謎の浮島「ルシエル」と、PSO2のシップにある居住区画を彷彿とさせる「ネームレスシティ」がある。これらエリアはサーバーの隔たりがない共通シップエリアとなっている。

## エネミー
ゲーム内で主人公に敵対するモンスターで、惑星ハルファにはフォーマーズというPSO2のナベリウス原生種や機甲種らしき生物や、夜になると強くなるアルターズが存在する。また、PSO2に存在したダーカーの代わりにドールズがいる。
エネミーには通常種以外にも亜種がいるがPSO2の侵食核が付いたものは登場せず、代わりに金色やプラチナ色のレアエネミーや強化されたメガロティクスなどがいる。また、探索セクションには特定の天候時に出現し体が紫色に輝くオーラに包まれているギガンティクスが登場し、高い攻撃力と防御力を誇ることからソロで倒すのは至難である。
PSO2同様緊急クエストではダークファルスが登場する。

## アクション
PSO2同様戦闘システムは3Dアクションゲームに類別されている。
基本的な動作はPSO2と同じであるが、オープンフィールドであることからダッシュやグライド、泳ぎが追加され、ジャンプも通常の2段ジャンプに加え、壁を使ってさらに1段追加で飛ぶことだできるウォールキックがある。また、ダッシュやグライドから攻撃した場合は通常攻撃より高ダメージを得ることができる。
戦闘時の強力な兵装としてM.A.R.S.があり、一定のゲージが溜まると起動することが可能となり、攻撃力や生命力、PPなどが通常時より向上する。PSO2のダークブラストをイメージしているが、緊急クエストではPSO2のA.I.Sのような使われ方もされる。

## ゲーム内コンテンツ

### クリエイティブスペース
2023年6月7日に実装されたクラフト系コンテンツ。PSO2のマイルームはシップの居住区にある自分の部屋を装飾していったが、クリエイティブスペースは各リージョンのフィールドをイメージした土地が提供され、ビルドパーツの購入・設置や土地の整地などを行ない、自分の好みの風景や構造物を配置することが可能である。また、作成した構造物は設計図として訪問したユーザーに公開・配布することが可能である。スペースは1アカウント1サーバーごとに最低でも1スペースが提供される。

### ラインストライク
2024年7月10日に実装されたカードバトルゲーム。違いレベルのプレイヤーと対戦しレートが増減する「レートバトル」とレートが固定の「アンレートバトル」、NPCと対戦する「対NPCバトル」、レベルに関係なくレートなしで対戦できる「フリーバトル」の4タイプ対戦種類が設定されている。
ゲームの流れは
1. カードを5枚引く（1回だけ引き直せる）
2. PPを消費してカードを1枚引く
3. カードを配置する
4. オープンして互いにカードを見せる
5. 戦闘フェイズで相手の拠点を攻撃
6. 拠点が2つ破壊されたら終了。されていなかったらPPが加算され2.へ戻る。

となっている。勝敗に関わらずアイテムが貰えるが、勝利した場合は敗北した時と比べ報酬が多いシステムとなっている。

## 開発

### スタッフィング
スタッフはPSO2から継承されているが役割が入れ替わり、シリーズプロデューサーは木村裕也（PSO2シリーズディレクター）、シリーズディレクターは濱﨑大輝（同EPISODE5ディレクター）となり、PSO2のプロデューサーであった酒井智史はブランドディレクターとして関与している。PSO2のEPISODE6ディレクターであった吉岡哲生は当初アイテムディレクターとして参加していたが、2023年時点でメンバーから外れている。PSO2ではシリーズディレクターの他にエピソード毎のディレクターがいたが、NGSでは設定されていない。
音楽は小林秀聡がPSO2から引き続き手掛けているが、シナリオストーリーはシナリオ工房 月光のスタッフが手掛けている。

### 経緯
NGSの企画は2017年から始まり、「9年間にわたりプレイしてきた者たちのデータをなるべく生かす形でサービスを継続したい」ことと、「『PSO2』と『PSO3』と2タイトルを並行して運用するとユーザが分散する恐れがある」という考えからナンバリングを増やすことはせず『PSO2』のアップデートという形が採用された。このことから『PSO2』の資産を活かすことに加え皆が集まる場を作ることが重視され、後者についてはオープンフィールドという舞台として具現化されている。
しかしNGSのサービス開始が迫ったさなか、2020年に新型コロナウイルス感染症が流行し、チーム全員がリモートワークに切り替えざるを得なくなった。その後『PSO2』のサービス継続と本作の開発を並行して行う体制が整ったとはいえ、リモートワークでの開発に不慣れということもあり、スケジュール通りに事が進まない状態が続いた。2021年6月にサービスの開始が行なわれたが、新しい開発体制になれるのに時間がかかったことに加え「PSO2」の知識を本作で新たに用意されたグラフィックやコンテンツに応用できなかったため、アップデートの頻度が停滞してしまい、サービス開始から半年後にようやく環境に慣れていった。
その他、サービス開始直後は新規プレイヤーに加え「PSO2」からの移行者または復帰者が良く遊んでいた一方、彼らからボリューム不足や不具合の多さが指摘されたことから最初の1年間はそれらを直すことが目標に据えられた。
2023年春のストーリー第5章の配信を以て、サービス当初に計画していたアップデートが一通り終わり、「Ver.2」以降はコンテンツを追加する頻度を増やすなど、アップデートの方針を変えた。また、このアップデートでは、スクリーンショットをしやすくした「かんたん撮影モード」という機能が実装された。
「Ver.2」から実装された「ルシエル探索」は当初参加条件の厳しさなどが問題視されていたものの、改良の積み重ねや「全シップマッチング機能」の実装もあり、配信から約1年後にあたる2024年の時点ではプレイヤーの参加率が高く楽しまれているようでよかったと木村は2024年の「4Gamer.net」とのインタビューの中で語っている。また、2023年11月ごろまでは報酬についての指摘も多く寄せられたため、ドロップ率の見直しなど解決に向けて取り組んだ。加えて、これまでのアップデートでは戦闘や冒険の要素ばかりを強化していたことから「Ver.2」では2番目に重要な要素である生活やコミュニケーション系のコンテンツの拡充が図られた。なお、「Ver.2」で実装された要素のうち「ポータブルホログラム」や「トゥーン表示」は元々実装時期を定めていなかったもののタイミングが合ったため、この時期での実装となった。「Ver.2」で実装された要素のうち、サンドボックスに相当する「クリエイティブスペース」はサービス初期から要望が寄せられていたものの開発に時間がかかり、2023年6月の超進化アップデートで実装に至った。
一方、「Ver.2」で実装された要素のうち2024年8月以降に実装された高難易度クエストは新規および復帰プレイヤーにとっては敷居が高く、コアプレイヤーからは報酬が割に合わないという指摘が寄せられ、のちの配信にて開発スタッフがバランス調整の説明をすることとなった。

### シナリオ
「PSO2」においてはストーリーがメインコンテンツと切り離されていたため、ストーリーを進めないプレイヤーも多かった。開発上の都合もあり、「NGS」においてはストーリー要素をやや簡素にしたところ、開発陣の予想以上にプレイヤーからストーリーのボリュームや密度の不足が多く寄せられた。リージョン開発の都合上配信頻度を上げるのは厳しかったため、代替策として2022年8月から外伝に相当する「ショートエピソード」を実装したところ、プレイヤーから好評が寄せられた。

## 他作品・他企業とのコラボ

### ゲーム内コラボ
2022年
- 『ホロライブプロダクション』 - 2022年8月24日、「白上フブキ」「影山シエン」「一伊那尓栖」の3キャラクターとのコラボを実施。
- 『メルティブラッド』 - 2022年10月5日実施。
- 『オーバーロード』 - 2022年11月16日実施。

2023年
- 『にじさんじ』 - 2023年2月1日、「甲斐田晴」「葉加瀬冬雪」「星川サラ」「闇ノシュウ」の4キャラクターとのコラボを実施。
- 『ソニックシリーズ』 - 2023年6月3日実施。
- 『攻殻機動隊 SAC_2045』 - 2023年6月28日実施。
- 『異世界おじさん』 - 2023年8月9日実施。
- 『【推しの子】』 - 2023年9月13日実施。
- 『スプリガン』 - 2023年10月18日実施。
- 『フレームアームズ』 - 2023年11月22日実施。
- 『ブラックラグーン』 - 2023年12月20日実施。

2024年
- 『七つの大罪』 - 2024年1月17日実施。
- 『にじさんじ』第2弾 - 2024年2月14日、「天宮こころ」「長尾景」「魔使マオ」「夜見れな」の4キャラクターとのコラボを実施。
- 『イドラ ファンタシースターサーガ』 - 2024年3月20日実施。
- 『るろうに剣心』 - 2024年4月3日実施。
- 『アトリエシリーズ』 - 2024年5月17日実施。
- 『コードギアス』 - 2024年6月25日実施。
- 『陰の実力者になりたくて!』 - 2024年7月17日実施。
- 『シャングリラフロンティア』 - 2024年8月21日実施。
- 『怪獣8号』 - 2024年9月18日実施。
- 『フレームアームズ・ガール』 - 2024年10月30日実施。
- 『イドラ ファンタシースターサーガ』第2弾 - 2024年11月13日実施。
- 『MELTY BLOOD: TYPE LUMINA』 - 2024年12月4日実施。

2025年
- 『葬送のフリーレン』 - 2025年1月8日実施。
- 『とある科学の超電磁砲』 - 2025年2月5日実施。
- 『にじさんじ』第3弾 - 2025年4月16日、「アルス・アルマル」「でびでび・でびる」「ニュイ・ソシエール」「竜胆尊」の4キャラクターとのコラボを実施。

- 『転生したらスライムだった件』- 2024年5月21日実施[コラボ 25]。
- 『ソニックシリーズ』- 2024年6月4日実施[コラボ 26]。
- 『アルカナディア』- 2024年7月2日実施[コラボ 27]。
- 『東方Project』- 2024年8月6日実施[コラボ 28]。

### ゲーム外コラボ
- インテル - 2021年8月に対象CPUが装着しているPCを使用しているユーザーに対してゲーム内アイテムコードを配布[コラボ 29]
- EDWIN - 2022年2月にコラボデニムパンツやTシャツを受注販売[コラボ 30]。
- 100時間カレー - 2023年4月に対象店舗やECサイトで対象商品を購⼊するとゲーム内アイテムコードを配布[コラボ 31]。
- ローソン - 2023年10月に対象商品を購入し、Pontaまたはdポイントを提示しポイントを貯めるとゲーム内アイテムを提供[コラボ 32]
- 富士急ハイランド - 2023年11月から12月に現地で「コラボフリーパス」や「オリジナルグッズ」を販売[コラボ 33]
- ビバパエリア - 2023年4月に対象のパエリアを注文するとゲーム内アイテムコードを配布。
- うちの弟どもがすみません - 2024年12月公開の実写映画でPSO2NGSのプレイシーンを撮影[コラボ 34]

## 情報発信
NGSでは月1回の頻度で『NGSヘッドライン』が放送されている。芸能人や声優を呼んで多種多彩な情報発信が行われたPSO2に対し、NGSヘッドラインは更新情報や関連商品の情報、プレイヤーの声に対する開発局の回答に要点を絞っている。2025年3月4日まではMCとしてヒロ・アライが伝えていたが、2025年3月25日より『NGSヘッドラインWAVE』として長谷川唯が伝えることとなった。
NGSオフィシャルVtuberとしてポポナがおり、2022年2月1日よりNGSの実況を発信している。但し2025年3月31日を以て活動を休止する。
その他、でゲームそのものの楽しさや面白さを伝えるシステムとして、運営が定めた条件をクリアしたプレイヤーが動画配信を行なう『NGS公認クリエイター』という制度が設けられている。